# 宇田川清江
宇田川 清江（うだがわ きよえ、1935年1月4日 - ）は、元NHKのアナウンサー。

## 人物・経歴
東京府出身。1953年、東京都立小松川高等学校卒業。元々女優志願だったが、家庭の事情もあり1957年に青山学院大学文学部英米文学科卒業後、NHKへ入局。当時は今ほど女性アナウンサーを採用しておらず、入局後は東京アナウンス室か大阪局に配属というケースが一般的であった中、珍しく札幌局へ配属された。東京へ転勤後は音楽番組などを担当し、1964年に退局、フリーアナウンサーとなる。
古巣NHKでの『ラジオ深夜便』アンカー職を番組開始当初から務める。2007年には第7回徳川夢声市民賞（益田市）を受賞したが、高齢となったことや担当が20年に及んだことから、2009年度いっぱいで降板した。宇田川枠の後任には徳田章が起用された。2009年度放送ウーマン賞の日本女性放送者懇談会40周年特別賞を受賞する。
水泳のインストラクターとしても活動している。趣味は麻雀。

### ラジオ深夜便
- 番組では1990年の開始当初から、毎週土曜日→日曜日にまたがる分のアンカーを務めた。
- 1999年度、山根基世アナウンサー（現・フリーアナウンサー）が月1回担当することになったため、月3〜4回の担当に変わった。
- さらに2000年度からは、加賀美幸子元アナウンサーとの交替担当となり、奇数週＝第1・3・5週目の土曜日スタート分の担当となった。
- 2005年3月19日 - 20日にかけての放送を最後に、開始当初からずっと担当してきた土曜日スタートの担当から、奇数週日曜日スタートの担当に変更された。宇田川担当枠は、NHK放送研修センター・日本語センターに移籍した榊寿之アナウンサーの担当に変わった。
- その経験は『眠れぬ夜のラジオ深夜便』（新潮社・新潮新書）にも著された。また、2010年の番組卒業に際し、これまでの業績を称えてNHKサービスセンター発行の番組機関紙から「ラジオ深夜便読本・宇田川清江特集」が出版された。特定アンカーを取り上げた書籍は異例だった。
- 2・3時台の音楽コーナーの楽曲について、23時台・0時台の番組案内ではその日放送が予定される楽曲を予め全部紹介していた。
- 自他ともに認める韓国ファンであり、番組中で韓国系楽曲をかけることも多かった。
- 月一回のカットは神宮前の美容室で寺本剛が担当しているという。
- 2025年3月21日の「放送100年特集」には元アンカーとして出演。午後11時台にはレギュラーの迎康子アンカーは出演せず、宇田川が単独で進行した。翌22日午前0時台は迎に加え、中川緑アンカーとともに出演した。

## 出演番組
- NHK文化シリーズ（NHKラジオ第2）
- ラジオ深夜便（1990年 - 2010年3月21日、NHKラジオ第1 / NHK-FM） - アンカー
  - ラジオ深夜便「放送100年特集」（2025年3月21日、NHKラジオ第1 / NHK-FM、前項参照）
- お便りありがとう（NHKワールド・ラジオ日本、南米向け日本語放送）
- 韓流ブーム再び!〜宇田川清江のおすすめ情報〜（2010年8月19日、NHKラジオ第1 / NHKワールド・ラジオ日本） ※『ラジオ深夜便』のアンカーを勇退してからは初めての番組出演。
- カルチャーラジオ NHKラジオアーカイブス（2011年4月 - 2025年3月、NHKラジオ第2） ※講師：大村彦次郎（2016年度まで）、保阪正康（2017年度から）

## 著作
- 眠れぬ夜のラジオ深夜便 （2004年、新潮社・新潮新書） ISBN 978-4-10-610064-2